# Гимназија и економска школа „Бранко Радичевић”
Гимназија и економска школа „Бранко Радичевић” је гимназија у Ковину.

## Историја
Школа је основана 1964. године под именом Гимназија „Бранко Радичевић”. У почетку, школа је била смештена у згради пољопривредне школе, али је 1972. донето решење да се школа премести у нову школску зграду. Између 1976. и 1986. године, школа је функционисала као школа општег и усмереног образовања, док је од 1986. до 1989. године била школа општег типа са програмерским смером и смером сарадник у природним наукама.
Од 1989. године, школа је опет гимназија општег типа, а од 2002. године, школа добија друштвенојезички и природноматематички смер.

### Такмичења
Гимназија и економска школа „Бранко Радичевић” је учествовала у књижевној олимпијади 2022. године где су освојили прво место.

## Образовни профили
Гимназија и економска школа „Бранко Радичевић” садржи три образовна профила.
- Економски техничар
- Електротехничар информационих технологија
- Општи смер